# Lijst van nummer 1-hits in de UK Singles Chart in 1963
Deze hits stonden in 1963 op nummer 1 in de UK Singles Chart:
| Datum        | Artiest                          | Titel                          |
| ------------ | -------------------------------- | ------------------------------ |
| 5 januari    | Cliff Richard & The Shadows      | The next time / Bachelor boy   |
| 12 januari   | Cliff Richard & The Shadows      | The next time / Bachelor boy   |
| 19 januari   | Cliff Richard & The Shadows      | The next time / Bachelor boy   |
| 26 januari   | The Shadows                      | Dance on                       |
| 2 februari   | Jet Harris & Tony Meehan         | Diamonds                       |
| 9 februari   | Jet Harris & Tony Meehan         | Diamonds                       |
| 16 februari  | Jet Harris & Tony Meehan         | Diamonds                       |
| 23 februari  | Frank Ifield                     | The wayward wind               |
| 2 maart      | Frank Ifield                     | The wayward wind               |
| 9 maart      | Frank Ifield                     | The wayward wind               |
| 16 maart     | Cliff Richard & The Shadows      | Summer holiday                 |
| 23 maart     | Cliff Richard & The Shadows      | Summer holiday                 |
| 30 maart     | The Shadows                      | Foot tapper                    |
| 6 april      | Cliff Richard & The Shadows      | Summer holiday                 |
| 13 april     | Gerry & the Pacemakers           | How do you do it?              |
| 20 april     | Gerry & the Pacemakers           | How do you do it?              |
| 27 april     | Gerry & the Pacemakers           | How do you do it?              |
| 4 mei        | The Beatles                      | From me to you                 |
| 11 mei       | The Beatles                      | From me to you                 |
| 18 mei       | The Beatles                      | From me to you                 |
| 25 mei       | The Beatles                      | From me to you                 |
| 1 juni       | The Beatles                      | From me to you                 |
| 8 juni       | The Beatles                      | From me to you                 |
| 15 juni      | The Beatles                      | From me to you                 |
| 22 juni      | Gerry & the Pacemakers           | I like it                      |
| 29 juni      | Gerry & the Pacemakers           | I like it                      |
| 6 juli       | Gerry & the Pacemakers           | I like it                      |
| 13 juli      | Gerry & the Pacemakers           | I like it                      |
| 20 juli      | Frank Ifield                     | Confessin' (that I love you)   |
| 27 juli      | Frank Ifield                     | Confessin' (that I love you)   |
| 3 augustus   | Elvis Presley & The Jordanaires  | (You're the) Devil in disguise |
| 10 augustus  | The Searchers                    | Sweets for my sweet            |
| 17 augustus  | The Searchers                    | Sweets for my sweet            |
| 24 augustus  | Billy J. Kramer with The Dakotas | Bad to me                      |
| 31 augustus  | Billy J. Kramer with The Dakotas | Bad to me                      |
| 7 september  | Billy J. Kramer with The Dakotas | Bad to me                      |
| 14 september | The Beatles                      | She loves you                  |
| 21 september | The Beatles                      | She loves you                  |
| 28 september | The Beatles                      | She loves you                  |
| 5 oktober    | The Beatles                      | She loves you                  |
| 12 oktober   | Brian Poole & The Tremeloes      | Do you love me                 |
| 19 oktober   | Brian Poole & The Tremeloes      | Do you love me                 |
| 26 oktober   | Brian Poole & The Tremeloes      | Do you love me                 |
| 2 november   | Gerry & the Pacemakers           | You'll never walk alone        |
| 9 november   | Gerry & the Pacemakers           | You'll never walk alone        |
| 16 november  | Gerry & the Pacemakers           | You'll never walk alone        |
| 23 november  | Gerry & the Pacemakers           | You'll never walk alone        |
| 30 november  | The Beatles                      | She loves you                  |
| 7 december   | The Beatles                      | She loves you                  |
| 14 december  | The Beatles                      | I want to hold your hand       |
| 21 december  | The Beatles                      | I want to hold your hand       |
| 28 december  | The Beatles                      | I want to hold your hand       |

1952 ·
1953 ·
1954 ·
1955 ·
1956 ·
1957 ·
1958 ·
1959 ·
1960 ·
1961 ·
1962 ·
1963 ·
1964 ·
1965 ·
1966 ·
1967 ·
1968 ·
1969 ·
1970 ·
1971 ·
1972 ·
1973 ·
1974 ·
1975 ·
1976 ·
1977 ·
1978 ·
1979 ·
1980 ·
1981 ·
1982 ·
1983 ·
1984 ·
1985 ·
1986 ·
1987 ·
1988 ·
1989 ·
1990 ·
1991 ·
1992 ·
1993 ·
1994 ·
1995 ·
1996 ·
1997 ·
1998 ·
1999 ·
2000 ·
2001 ·
2002 ·
2003 ·
2004 ·
2005 ·
2006 ·
2007 ·
2008 ·
2009 ·
2010 ·
2011 ·
2012 ·
2013 ·
2014 ·
2015 ·
2016 ·
2017 ·
2018 ·
2019 ·
2020 ·
2021
- Duitsland
- Noorwegen
- Verenigd Koninkrijk
- Verenigde Staten (Hot 100)